# Hexafluorbenzeen
Hexafluorbenzeen, soms ook perfluorbenzeen genoemd, is een organische, aromatische verbinding met als brutoformule C6F6. Bij dit derivaat van benzeen zijn alle waterstofatomen door fluor vervangen. De technische toepassingen van de stof zijn beperkt, al wordt hexafluorbenzeen als oplosmiddel aangeraden voor een aantal fotochemische reacties. In het laboratorium wordt de stof gebruikt voor diverse doeleinden:
- standaard in de fluor-19-NMR
- oplosmiddel in koolstof-13-NMR
- oplosmiddel in proton-NMR
- oplosmiddel voor bestudering van sommige delen in het IR-spectrum
- oplosmiddel voor bestudering van UV-spectra (hexafluorbenzeen vertoont zelf in het UV gebied slechts beperkte absorptie)

## Synthese
De directe synthese van hexafluorbenzeen uit benzeen en fluorgas is niet mogelijk. De synthese van hexafluorbenzeen verloopt via de reactie van alkalimetaal-fluoriden met hexachloorbenzeen:
{\displaystyle {\ce {C6Cl6 + 6KF -> C6F6 + 6KCl}}}
De Belgische scheikundige Yvonne Désirant zette in de jaren 1935-1936 als eerste de synthese van hexafluorbenzeen op punt.

## Geometrie van de aromatische ring
Hexafluorbenzeen neemt in de perhalogeenbenzenen een bijzondere plaats in, omdat het het enige perhalogeenbenzeen is met een vlakke configuratie. Bij de andere perhalogeenbenzenen (zoals hexachloorbenzeen) is de omvang van de halogeenatomen zodanig groot dat ze elkaar in de weg zitten (sterische hindering), en het voor het molecuul energetisch voordeliger is als die atomen afwisselend onder en boven het vlak van de benzeenring liggen. Dit betekent dat in C6F6 de overlap van de p-orbitalen optimaal is, terwijl dat voor de andere perhalogeenbenzenen minder is. Men kan hierbij wel opmerken dat voor hexachloorbenzeen de afwijking nog steeds niet groter is dan 2 pm (0.02 Å).

## Fluor en de aromatische ring
Een belangrijk deel van de chemische eigenschappen van hexfluorbenzeen is terug te voeren op de positie van fluor in het periodiek systeem. Fluor staat aan het einde van de eerste periode en is dus een halogeen. Het is bovendien het kleinste halogeen met de hoogste elektronegativiteit, waardoor opname van een elektron de grootste energiewinst oplevert van alle elementen. Fluor is een zeer sterke oxidator. Het gevolg hiervan is dat de koolstof-fluorbinding erg gepolariseerd is: het koolstofatoom is partieel positief geladen, fluor partieel negatief. Deze redenering geldt zeker voor de elektronen in de sigma-binding.
Voor de elektronen in de p-orbitalen van fluor geldt een heel ander verhaal. Het p-orbitaal van fluor dat parallel staat aan het p-orbitaal van het naburige koolstofatoom zal hier een optimale interactie geven. Bovendien heeft fluor, anders dan de hogere halogenen, geen extra knoopvlakken in zijn p-orbitalen. Ook dit betekent dat de interactie optimaal is: geen anti-bindende interactie. Door de dipool in het sigma-skelet zal een deel van de lading van fluor naar koolstof overgaan: fluor gedraagt zich als een σ-elektronegatief, maar als een π-elektropositief element. Deze stelling wordt onderbouwd door de reacties die hexafluorbenzeen kan aangaan.

## Reacties
Hexafluorbenzeen is een bijzondere verbinding als het om reacties gaat. De normale reactie voor benzeen, de elektrofiele aromatische substitutie, verloopt niet met hexafluorbenzeen. In deze reactie verlaat een deeltje dat aan de benzeenring gebonden is als positief ion de reactie. In benzeen is dat een H+-ion. In hexafluorbenzeen zou dat een positief geladen fluorion (F+) moeten zijn, hetgeen onmogelijk is omdat fluor het meest elektronegatieve element uit het periodiek systeem is. Er is wel een groot aantal reacties bekend waarin een fluoride-ion de benzeenring verlaat. Dat betekent dat de nieuwe groep als anion aan de benzeenring wordt gekoppeld, via een nucleofiele aromatische substitutie.
De reactie van pentafluorfenylderivaten heeft lange tijd vragen opgeroepen ten aanzien van het mechanisme dat aan deze reactie ten grondslag ligt. Onafhankelijk van de substituent blijkt dat elke substituent een para-richtend effect heeft: welke substituent er aan de benzeenring zit maakt niet uit, welk anion men probeert in te voeren maakt eveneens niet uit: steeds ontstaat een 1,4-digesubstitueerd-2,3,5,6-tetrafluorbenzeenderivaat. Uiteindelijk blijkt het richtende effect niet zozeer bij de afwijkende substituent te liggen maar bij de overige fluoratomen. Door het π-elektropositief effect wordt door de fluoratomen lading in het π-systeem van de benzeenring gebracht. De afwijkende substituent is hier niet toe in staat. Het gevolg is dat op de ortho- en para-posities ten opzichte van de afwijkende substituent minder π-lading terechtkomt, deze plaatsen zijn relatief positief ten opzichte van de meta-plaatsen. Daarnaast heeft de afwijkende substituent bijna altijd een groter volume dan een fluor-atoom. De ortho-positie wordt sterisch afgeschermd, waardoor de para-positie de enige logische reactieplaats voor het anion is.